# ایسر
اِیسِر (به انگلیسی: Acer Incorporated) یک شرکت صنایع الکترونیکی چندملیتی تایوانی می‌باشد که در سال ۱۹۷۶ بنیان‌گذاری شد و مرکز آن در تایپه است که در زمینهٔ فناوری رایانه و صنعت الکترونیک، تولید رایانه‌های رومیزی، لپ‌تاپ و سرور فعالیت می‌کند. در سال ۲۰۱۰ ایسر، رتبهٔ دوم در بازار تولید رایانه شخصی در جهان را به‌دست‌آورد.

## لپ تاپ
ایسر لپ تاپ های ویندوزی خود را تحت سری های Aspire ،سری گیمینگ Nitro و سری گیمینگ Predator به فروش می رساند.